# 4-甲基组胺
4-甲基组胺是一种含氮有机化合物，化学式C6H11N3，可用作組胺受體激动剂，特异性激动組胺H4受體。